# اللهب الذهبي
اللهب الذهبيّ هي راية مدببة ذات لون أحمر دموي ترفع على رمح مُذهّب، كانت علم حرب لملوك فرنسا في العصور الوسطى.